# Torrox
Torrox é um município da Espanha na província de Málaga, comunidade autónoma da Andaluzia, de área 51 km² com população de 14925 habitantes (2004) e densidade populacional de 255,52 hab/km².

## Demografia
| Variação demográfica do município entre 1991 e 2004 | Variação demográfica do município entre 1991 e 2004 | Variação demográfica do município entre 1991 e 2004 | Variação demográfica do município entre 1991 e 2004 |
| --------------------------------------------------- | --------------------------------------------------- | --------------------------------------------------- | --------------------------------------------------- |
| 1991                                                | 1996                                                | 2001                                                | 2004                                                |
| 10519                                               | 11869                                               | 11426                                               | 12901                                               |